# ماشین پرنده (فیلم)
ماشین پرنده یا پیانوی پرنده (به انگلیسی: The Flying Machine) فیلمی محصول سال ۲۰۱۱ و به کارگردانی مارتین کلاپ و جف لیندزی است. در این فیلم بازیگرانی همچون هدر گراهام، لانگ لانگ، کیزی می و جیمی مونز ایفای نقش کرده‌اند.